# Romulus et Rémus (film, 1961)
Pour les articles homonymes, voir Romulus et Rémus (homonymie).
Pour plus de détails, voir Fiche technique et Distribution.
Romulus et Rémus (Romolo e Remo) est un péplum franco-italien réalisé par Sergio Corbucci et sorti en 1961.

## Synopsis
Italie en 773 av. J.-C. : poursuivie par des cavaliers, une vestale confie ses jumeaux au hasard du fleuve ; une louve les recueille, le berger Faustulus les élève. Vingt ans plus tard, les frères Romulus et Rémus viennent à Albe la Longue pour la fête des Lupercales. Ils réussissent leur projet de vol de chevaux, mais Romulus enlève aussi la blonde Julia, la fille du roi des Sabins.
Ayant appris de Faustulus son origine royale et divine, Rémus prend le commandement de la bande de brigands, et marche sur Albe. Ils détruisent Albe la Longue, et partent fonder une nouvelle cité, poursuivis par le roi des Sabins.

## Fiche technique
- Titre original : Romolo e Remo
- Réalisation : Sergio Corbucci, assisté de Franco Giraldi
- Scénario : Sergio Corbucci, Sergio Leone, Adriano Bolzoni, Ennio De Concini, Luciano Martino, Sergio Prosperi, Franco Rossetti, Duccio Tessari librement inspiré de l’historien romain Tite-Live
- Musique : Piero Piccioni
- Directeurs de la photographie : Enzo Barboni et Dario Di Palma (seconde équipe)
- Décors : Saverio d'Eugénio
- Costume : Cesare Rovatti
- Effets spéciaux : Lamberto Verde
- Pays d'origine :  Italie,  France
- Langue de tournage : italien
- Production : Tonino Cervi, Alessandro Jacovoni
- Sociétés de production : Ajace Produzioni Cinematografiche, SGC, Pathé, Titanus
- Sociétés de distribution : Pathé Distribution
- Format : couleur par Eastmancolor — 35 mm — 2,35:1 CinemaScope — monophonique
- Genre : péplum
- Durée : 105 minutes
- Date de sortie : Italie, 6 décembre 1961
- Affiche : Macario Gómez Quibus (Espagne)

## Distribution
- Steve Reeves (VF : Michel Cogoni) : Romulus
- Gordon Scott (VF : Jean-Claude Michel) : Rémus
- Jacques Sernas (VF : Bernard Woringer) : Curtius
- Virna Lisi (VF : Jacqueline Porel) : Julia
- Massimo Girotti (VF : René Arrieu) : Titus Tatius
- Ornella Vanoni (VF : Nadine Alari) : Tarpeia
- Franco Balducci (VF : Claude Joseph) : Acilius
- Franco Volpi (VF : Yves Brainville): Amulius
- Andrea Bosic (VF : William Sabatier) : Faustulus
- Gianni Musy Glori (VF : Jacques Thébault) : Fabius Celere, l'archer avec Romulus
- Inger Milton (Inge Nystrom) (VF : Jeanine Freson) : Sira
- Bruno Tocci  : Pristinus, officier de Titus
- Nando Angelini : Acrone
- Enrico Glori  (VF : Claude Péran) : Vieil homme, citoyen de Alba
- Germano Longo (VF : Claude Bertrand) : Servius
- Mimmo Poli  (VF : Richard Francœur) : Un spectateur aux jeux
- Giovanni Cianfriglia : Homme qui fouette avec la lanière
- Roland Ménard : Narrateur
- et avec les voix de Jacques Deschamps, Henry Djanik, Raymond Rognoni

## Autour du film
Recomposant les éléments de l’histoire traditionnelle et campant les personnages sous un angle original, Sergio Corbucci fait de Romulus un homme sentimental et conciliant, de Rémus un ambitieux énergique, et de la brune Tarpeia une amoureuse au destin tragique.